# 宝秀镇
宝秀镇，是中华人民共和国云南省红河哈尼族彝族自治州石屏县下辖的一个乡镇级行政单位。

## 行政区划
宝秀镇下辖以下地区：
宝秀村、郑营村、张向寨村、吴营村、兰梓营村、许刘营村、凤山村、茴水村、斐尼村、哥白孔村、立新村、新寨村、小官山村、石灰塘村、定兴寨村、朱洼子村、杨新寨村、亚花寨村、朝阳村和棉花冲村。

## 中国传统村落
2012年，郑营村被评为首批“中国传统村落”。